# 吐尔逊·艾力
吐尔逊·艾力（1940年10月13日—），中国哈萨克族作家，新疆伊宁人，中共党员。历任新源县则克台中学、县中学教师，新源县文化馆馆长，副研究馆员，伊犁地区文联主席，专业作家。中国民间文艺研究会、中国少数民族学会会员，伊犁州人大代表、政协委员。

## 生平
1940年10月13日出生，1961年毕业于新疆大学中文系。1957年开始发表作品。1988年加入中国作家协会。

## 荣誉
其作品《额拉湖中的游鱼》获第六届全国少数民族文学创作 “骏马奖”。